# نصرآباد سیداحمد
نصرآباد سیداحمد، روستایی از توابع بخش مرکزی شهرستان قصر شیرین در استان کرمانشاه ایران است.مردم این روستا اکثرا یارستان می‌باشند. این روستا در حاشیه رودخانه الوند قرار دارد. جمعیت این روستا در سال ۱۳۸۵ حدود ۴۰۰ نفر اعلام شد.

## جمعیت
این روستا در دهستان فتح‌آباد قرار دارد و براساس سرشماری مرکز آمار ایران در سال ۱۳۸۵ جمعیت آن چهار صد نفر اعلام شد.